# Иултинские источники
Больше-Иултинские источники — минеральные источники на полуострове Камчатка.
Расположены термальные источники в 12 км от места впадения Большого Иульта в Щапину в ущелье левого притока первого. Состоит из источника на левом берегу (34 °C) и двух на правом (30 °C). Общий дебит — 3 л/с.